# Aedes esoensis
Aedes esoensis är en tvåvingeart som beskrevs av Yamada 1921. Aedes esoensis ingår i släktet Aedes och familjen stickmyggor. Inga underarter finns listade i Catalogue of Life.